# Христо Кирев
Христо Антонов Кирев е български футболист, полузащитник, който играе за Литекс (Ловеч). Продукт на Академия Литекс, играе като централен полузащитник, но може да се изявява еднакво успешно и по двете крила на атаката. Силният му крак е десният.

## Състезателна кариера
Започва да тренира футбол през 2001 г. в школата на Пирин (Гоце Делчев), където негов първи треньор е Димитър Киряков. През лятото на 2007 г. се явява на ежегодните тестове в Академия Литекс на които е одобрен от ръководството на школата. Минава през всички възрастови формации на „оранжевите“, а треньори в различните възрасти са му били Пламен Линков, Димитър Здравчев, Ивайло Станев и Евгени Колев. Става шампион в Елитната юношеска група до 17 години, а две години по-късно и в Елитната юношеска група до 19 години. През 2011 г. отново със старшата възраст играе финал за Купата на БФС във Враца, загубен от Левски (София) с 1:2.  Сребърен медалист от Републиканското първенство за деца (родени 1994 година) през 2009. Финала се играе в Правец, а Литекс губи с минималното 0:1 от Левски (София). 
През 2012 година старши треньорът на Литекс Христо Стоичков го взима в първия отбор, но не записва официален дебют, а участва в няколко контроли.
През сезон 2013-14 е пратен да се обиграва във втородивизионния Видима-Раковски с треньор Антон Велков. Само за есенния полусезон записва 15 срещи в които отбелязва 6 гола. През пролетния полусезон е пратен под наем в Дунав (Русе), за който записва едва 4 мача.
От началото на сезон 2014-15 играе под наем в родния Пирин (Гоце Делчев) с треньор Йордан Боздански. В 1/8 финал за Купа на България отбелязва гол на Литекс в Ловеч.
В началото на 2015 г. се присъединява към Спартак Плевен.

## Национален отбор
Първата си повиквателна за националния отбор до 17 г. получава през 2009 г. от треньора Ферарио Спасов. Има записани срещи срещу връстниците си от Черна гора в двете срещи, както и срещу немските провинции Долна Саксония и Вестфалия на турнир в Германия.
За формацията при 19-годишните с треньор Владо Стоянов записва участие в мача срещу Австрия и отново турнир в Германия.

## Успехи
- Шампион Елитна юношеска група до 17 години 2010-11
- Шампион Елитна юношеска група до 19 години 2012-13
- Купа на БФС
  - Финалист – 2011
- 1 място Северозападна В група – 2015